# Рылеевы
Рыле́евы — дворянский род, восходящий к середине XVI в.
Фамилия Рылеев предположительно происходит от прозвища Рылей, не записанного нигде. Вполне возможно, фамилия происходит от слова «рыло» — «широколицый». Иногда происхождение фамилии связывают с южнорусским, донским и украинским словом «рыля» — лира, прилагательным «рылейный». Слово «рылей» могло означать певца-музыканта. Род Рылеевых внесён в VI и II части родословных книг Тульской и Казанской губерний.
- Рылеев, Александр Михайлович (1830—1907) — генерал от инфантерии, комендант Императорской главной квартиры.
- Рылеев, Иван Карпович (1737— после 1787) — полковник Вооружённых сил Российской империи, участник подавления Барской конфедерации в Польше и восстания Пугачёва.
- Рылеев, Кондратий Фёдорович (1795—1826) — русский поэт, общественный деятель, декабрист.
- Рылеев, Михаил Николаевич (1771—1833) генерал-лейтенант, служил с отличием во время войны 1812 года, потом был комендантом в Новгороде. Отец А.М. Рылеева.
- Рылеев, Никита Иванович (1749—1808) — генерал-поручик, тайный советник, обер-полицмейстер и генерал-губернатор Санкт-Петербурга.